# Ried bei Kerzers
Ried bei Kerzers is een gemeente en plaats in het Zwitserse kanton Fribourg, en maakt deel uit van het district See/Lac.
Ried bei Kerzers telt 863 inwoners.
Het dorp Agriswil hoort sinds 1 januari 2006 tot deze gemeente.

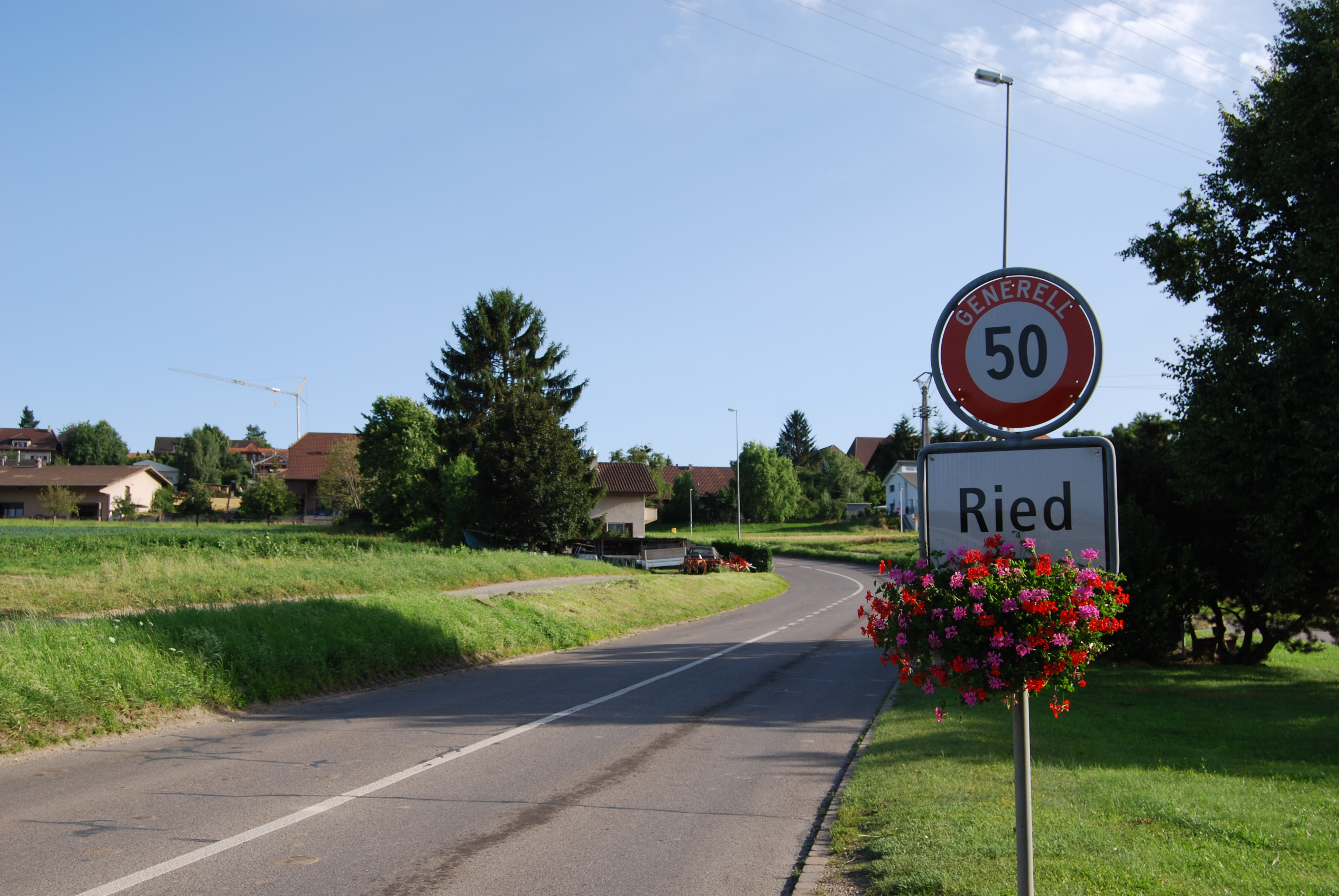
Ried bei Kerzers